# Ronaldo Zülke
Ronaldo Miro Zülke (Santa Rosa, 16 de outubro de 1954) é um professor, sindicalista, e político brasileiro.

## Biografia

### Primeiros anos e formação acadêmica
Ronaldo Zülke nasceu na cidade de Santa Rosa, no interior do estado do Rio Grande do Sul, no ano de 1954.
Formou-se no curso de Processamento de dados na Universidade do Vale do Rio dos Sinos (Unisinos), onde envolveu-se com o Centro acadêmico de ciências exatas da universidade e passou a presidir o Diretório Central dos Estudantes (DCE).

### Vida profissional
Após a conclusão tornou-se professor de técnicas agrícolas na rede estadual do Rio Grande do Sul e tornou-se conselheiro do Sindicato dos Professores do Estado do Rio Grande do Sul (CPERS).

## Trajetória política
Foi um dos fundadores do Partido dos Trabalhadores (PT) no município de São Leopoldo. Iniciou sua carreira na vida pública sendo eleito em 1988 vereador da cidade.
No ano de 1996, concorreu a prefeitura de São Leopoldo, porém, foi derrotado pelo candidato Ronaldo Feijo Barros (MDB) por pouco mais de 10.000 votos. Em 1998, virou chefe de gabinete de Raul Pont (PT), então prefeito de Porto Alegre.
Foi eleito deputado estadual do Rio Grande do Sul em 1998, sendo reeleito para o cargo em 2002 e em 2006. No ano de 2010, foi eleito Deputado federal pelo Rio Grande do Sul. Durante seu mandato, foi candidato novamente à prefeitura de São Leopoldo em 2012, sendo derrotado por Dr. Moacir (PSDB). Em 2014, candidatou-se a reeleição para deputado federal, porém não logrou êxito.

### Desempenho eleitoral
| Ano  | Cargo                                   | Votos   | Resultado  | Ref.   |
| ---- | --------------------------------------- | ------- | ---------- | ------ |
| 1988 | Vereador de São Leopoldo                | 1.385   | Eleito     | [ 3 ]  |
| 1992 | Prefeito de São Leopoldo                | 16.361  | Não Eleito | [ 11 ] |
| 1996 | Prefeito de São Leopoldo                | 34.748  | Não Eleito | [ 7 ]  |
| 2002 | Deputado estadual do Rio Grande do Sul  | 52,303  | Eleito     | [ 12 ] |
| 2006 | Deputado estadual do Rio Grande do Sul  | 35.844  | Eleito     | [ 13 ] |
| 2010 | Deputado federal pelo Rio Grande do Sul | 100.082 | Eleito     | [ 14 ] |
| 2012 | Prefeito de São Leopoldo                | 49.111  | Não Eleito | [ 9 ]  |
| 2014 | Deputado federal pelo Rio Grande do Sul | 93.926  | Não Eleito | [ 10 ] |

## Vida pessoal
Casou-se com Maria Inês Utzig Zulke.